# Cladosporiaceae
Cladosporiaceae Nann. – rodzina grzybów z klasy Dothideomycetes.

## Systematyka
Pozycja w klasyfikacji według Index Fungorum: Capnodiales, Dothideomycetidae, Dothideomycetes, Pezizomycotina, Ascomycota, Fungi.
Takson utworzył w 1934 r. Arturo Nannizzi. Według aktualizowanej klasyfikacji Index Fungorum bazującej na Dictionary of the Fungi do rodziny tej należą rodzaje:
- Acroconidiella J.C. Lindq. & Alippi 1964
- Cladosporium Link 1816
- Cryoendolithus Piatek, Stryjak-Bogacka & Czachura 2023
- Davidiellomyces Crous 2017
- Graphiopsis Trail 1889
- Hoornsmania Crous 2007
- Neocladosporium J.D.P. Bezerra, Sandoval-Denis, C.M. Souza-Motta & Crous 2017
- Rachicladosporium Crous, U. Braun & C.F. Hill 2007
- Verrucocladosporium K. Schub., Aptroot & Crous 2007

Nazwy naukowe według Index Fungorum.